# Salm (Adelsgeschlecht)
Salm ist der Name eines ursprünglich moselländischen Grafengeschlechtes, einer Nebenlinie der Wigeriche, benannt nach der Burg Salm bei Vielsalm in den Ardennen (heute Belgien) und der Ende des 12. Jahrhunderts neu gegründeten Burg Salm in den Vogesen im Elsass (heute Frankreich). 
Die nördlichen Besitzungen in den Ardennen (Niedersalm) kamen noch im 12. Jahrhundert in weiblicher Erbfolge an eine Linie der rheinischen Spanheimer, die südlichen in den Vogesen (Obersalm) gelangten im 15. Jahrhundert ebenfalls in weiblicher Erbfolge an eine Linie der Rheingrafen. Diese Familien nannten sich daraufhin ebenfalls Grafen zu Salm und teilten sich wiederum in Unterlinien, die später in den Fürstenstand erhoben wurden, zum Teil bis heute bestehen und zum Hohen Adel zählen.
Über das 15. Jahrhundert hinaus bestand im Mannesstamm des ursprünglichen Grafengeschlechtes Salm nur noch die 1784 erloschene Seitenlinie Salm-Neuburg, eine jüngere Obersalmer Linie.

## Geschichte

### Herkunft („Wigeriche“ zu Lothringen und Luxemburg)
Stammvater war Wigerich, Pfalzgraf von Lothringen († vor 919). Sein vermutlicher Sohn Siegfried († 998) steht an der Spitze der Stammliste der Grafen von Luxemburg. Dessen Enkel Giselbert († 1056/59) trug 1036 den Titel eines Grafen von Salm und 1047 den eines Grafen von Luxemburg. Er teilte den Besitz auf seine Söhne Konrad I. von Luxemburg und Hermann von Salm († 1088) auf, wobei letzterer nicht nur der Stammvater des Hauses Salm, sondern auch der Gegenkönig von Heinrich IV. war.

### Teilung in Ober- und Niedersalm
Hermanns Enkel Heinrich I. wiederum teilte die Grafschaft 1163 erneut: sein Sohn Heinrich II. bekam die Gebiete in den Vogesen (die sog. Grafschaft Obersalm), die Tochter Elisabeth bzw. der Schwiegersohn Graf Friedrich II. von Vianden die Gebiete in den Ardennen (von da an Niedersalm). Ab diesem Zeitpunkt gab es im Reich zwei Grafschaften Salm mit unterschiedlichen Entwicklungslinien.

### Linie Niedersalm (1163–1794)
Niedersalm des Stammes Vianden (ab 1163)
Friedrich II. von Vianden und Elisabeth von Salm begründeten die Linie Niedersalm (des Stammes der Grafen von Vianden). Von ihnen stammen ab die Grafen von Salm in den Ardennen, welche mit Graf Heinrich VII. von Niedersalm († 1416) aussterben. 
Niedersalm des Stammes Reifferscheidt (ab 1416)
Graf Heinrich VII. von Niedersalm († 1416) vermachte, nachdem seine Kinder alle ohne Nachkommen und vor ihm gestorben waren, den Besitz der Linie Niedersalm 1416 an seinen Neffen Johann V. von Reifferscheid († 1418). Die Herren von Reifferscheidt und Dyck waren wohl seine nächsten Blutsverwandten. Sie sind erstmals Ende des 12. Jahrhunderts nachweisbar und besaßen ursprünglich eine Kleinherrschaft in der Eifel im Gebiet um Reifferscheid und Wildenburg. Johann VI. von Reifferscheid († 1475), der Sohn des Johann V., bekam den Besitz der Linie Niedersalm schließlich 1456 durch ein Urteil des Rates des Herzogtums Luxemburg zugesprochen. Ab 1460 nannte sich Johann VI. auch Graf zu Salm. Er ist der Stammvater der später in den Fürstenstand erhobenen Linien der Salm-Reifferscheidt:
- Salm-Reifferscheidt-Bedburg (bekamen im Reichsdeputationshauptschluss 1803 das Fürstentum Krautheim zugesprochen und nannten sich ab 1804 Salm-Reifferscheidt-Krautheim, ab 1888 Salm-Reifferscheidt-Krautheim und Dyck, 1958 erloschen)
- Salm-Reifferscheidt-Dyck (1888 erloschen)
- Salm-Reifferscheidt-Raitz (blühend)

Ihre reichsunmittelbaren Territorien in der Eifel verlor die Familie Salm-Reifferscheidt erst 1794 im Zuge der französischen Revolutionskriege.
Residenzen:

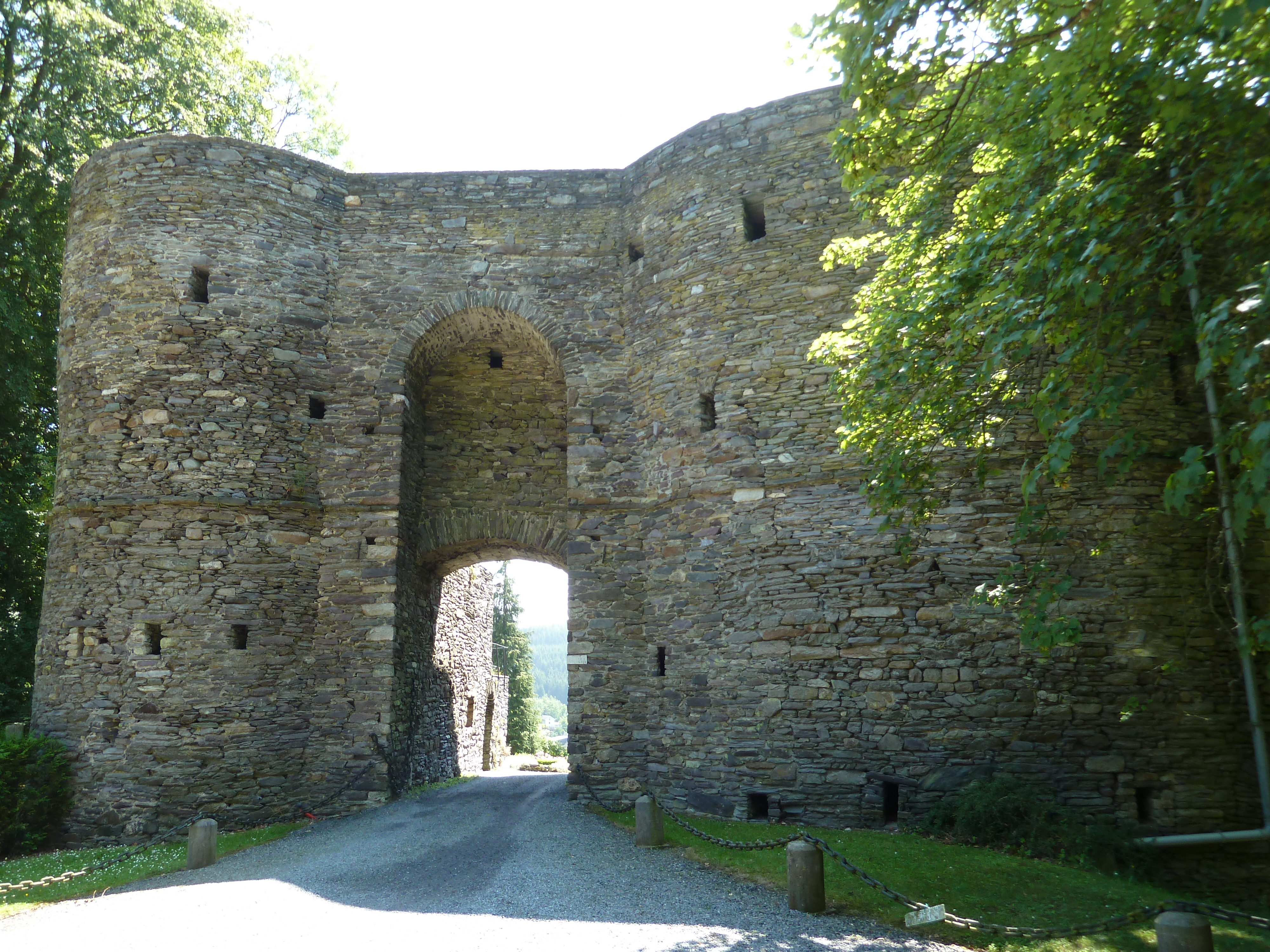
Torbau von Burg Salm bei Salmchâteau und Vielsalm (Ardennen), Niedersalm
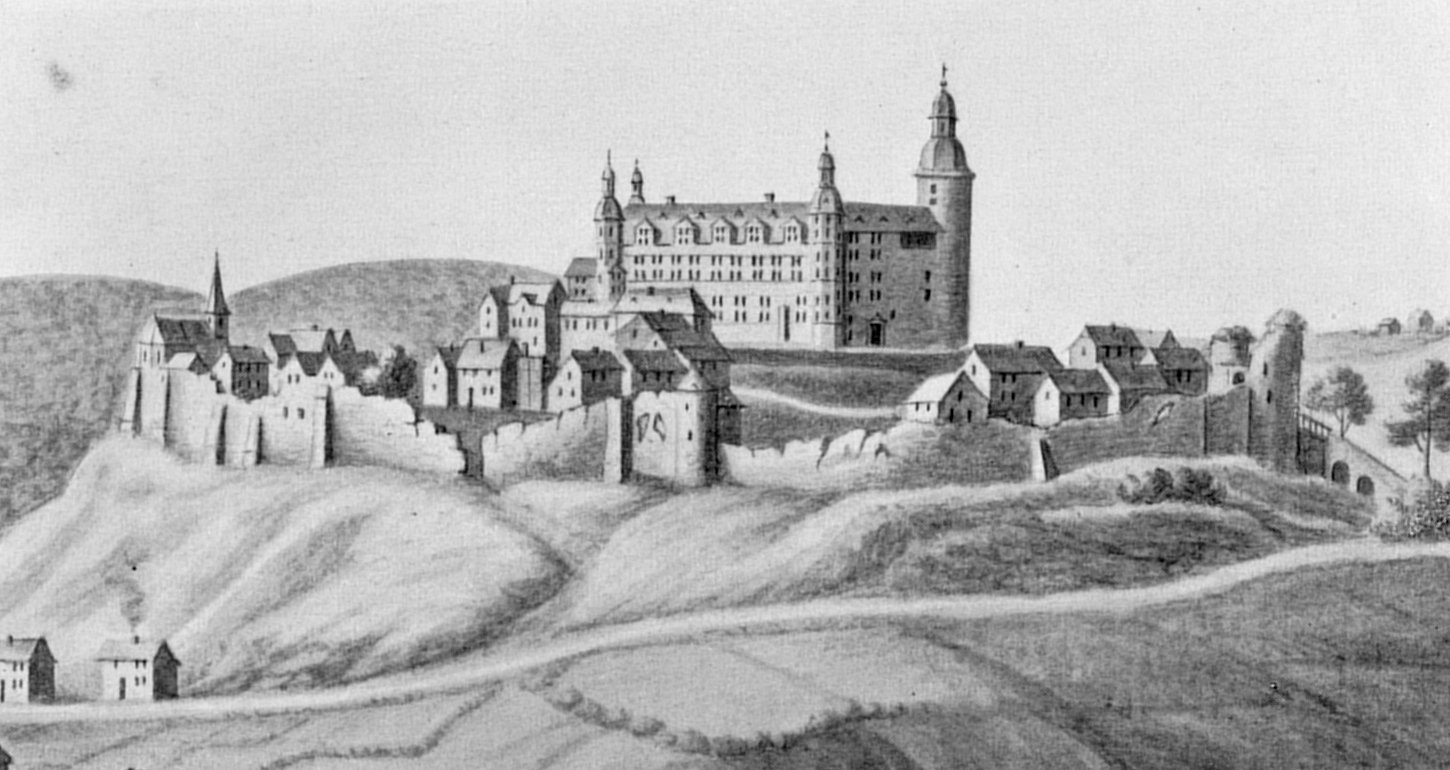
Reifferscheid
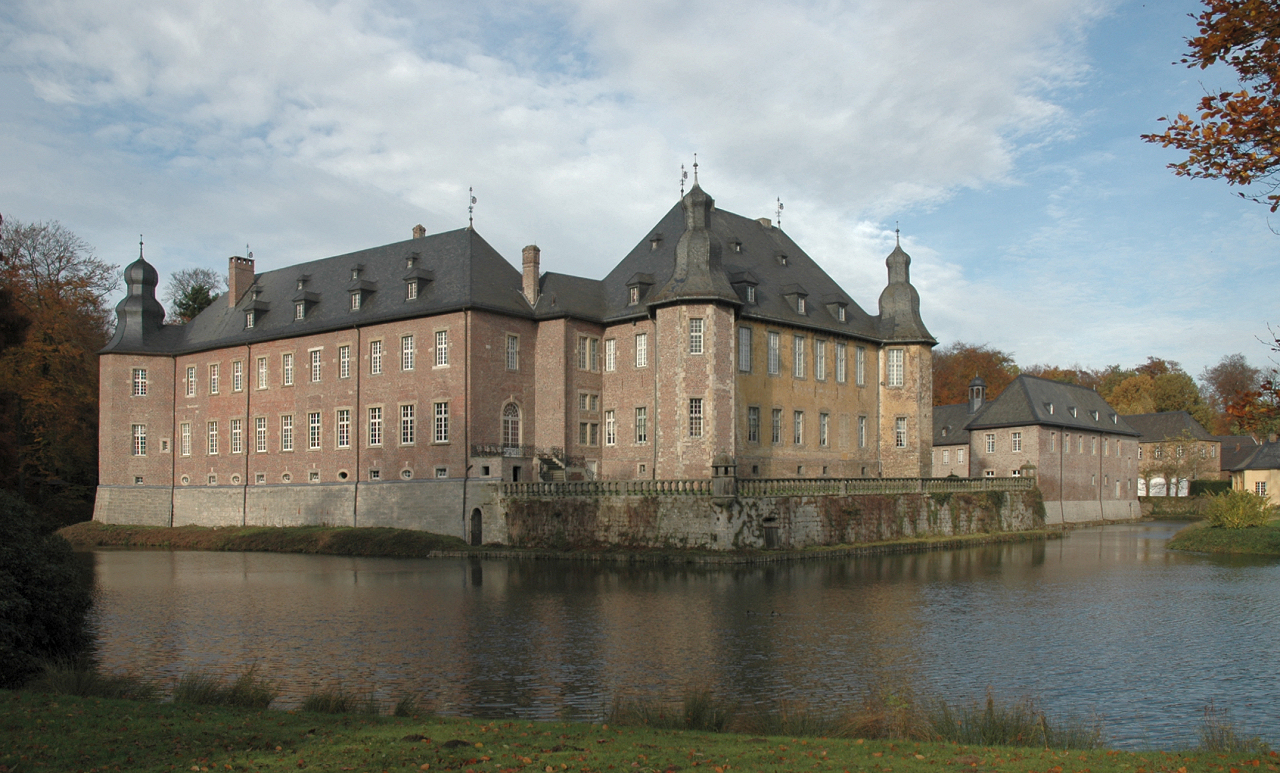
Dyck (Salm-Reifferscheidt-Dyck)
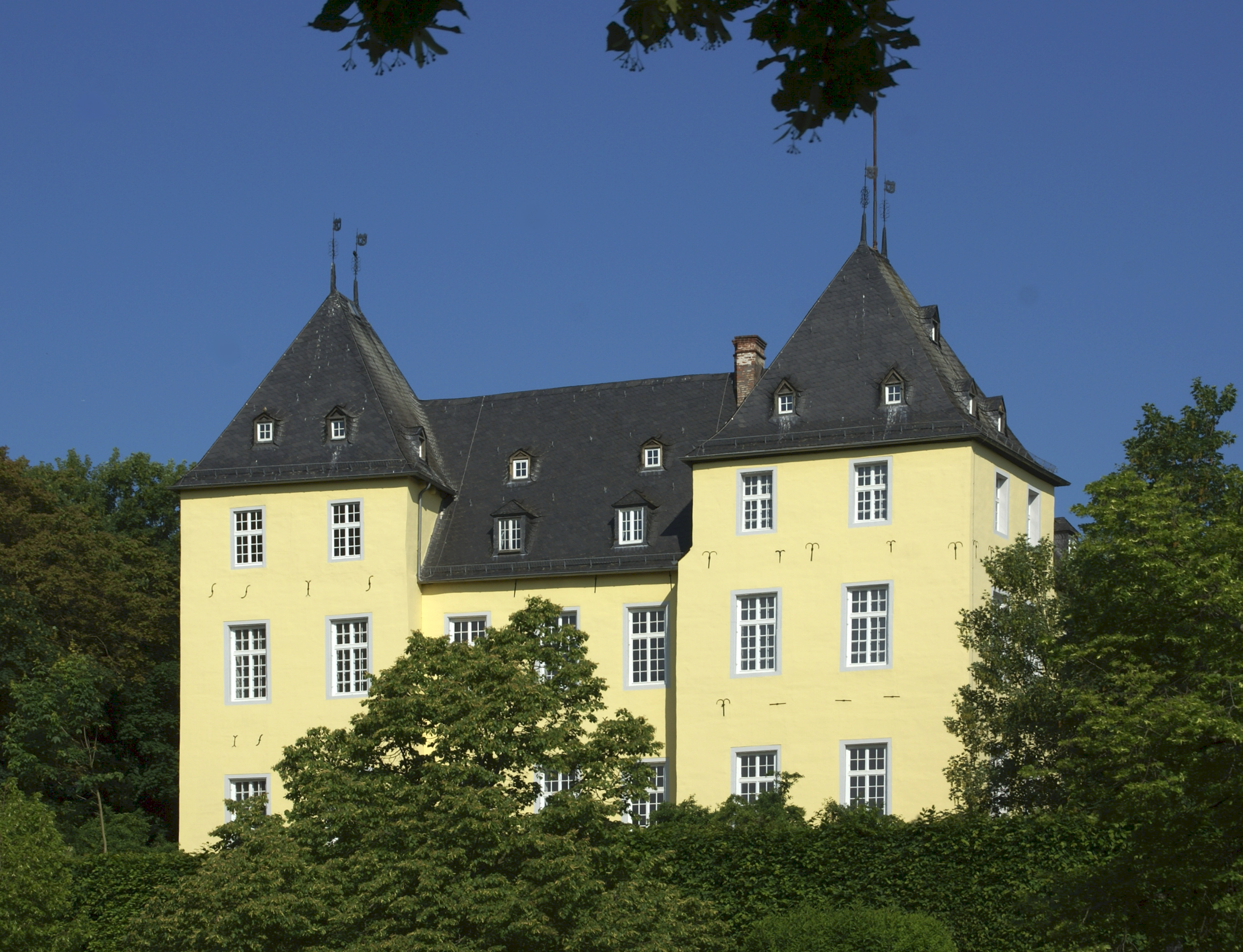
Alfter (Salm-Reifferscheidt-Dyck)
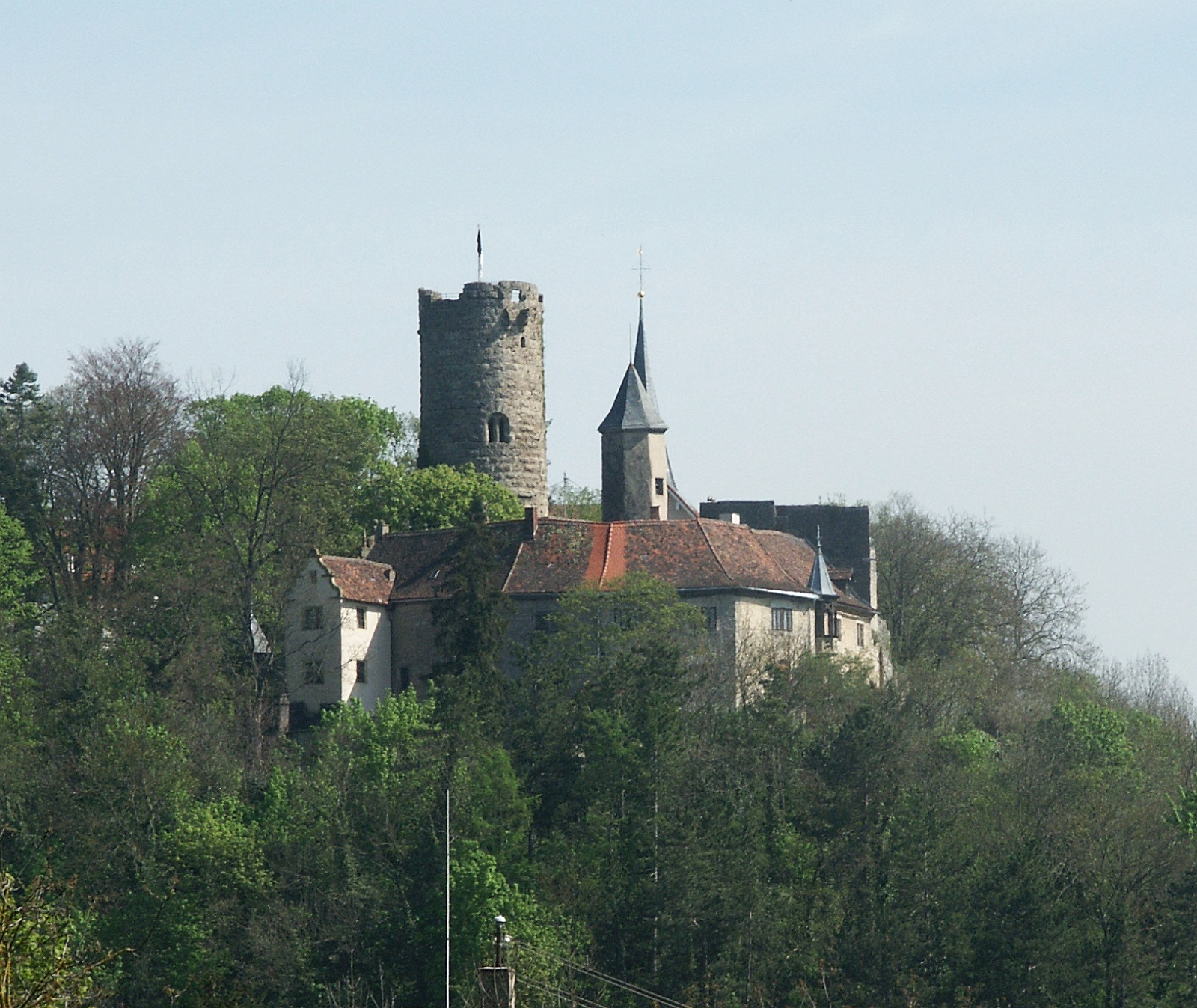
Burg Krautheim (Salm-Reifferscheidt-Krautheim)
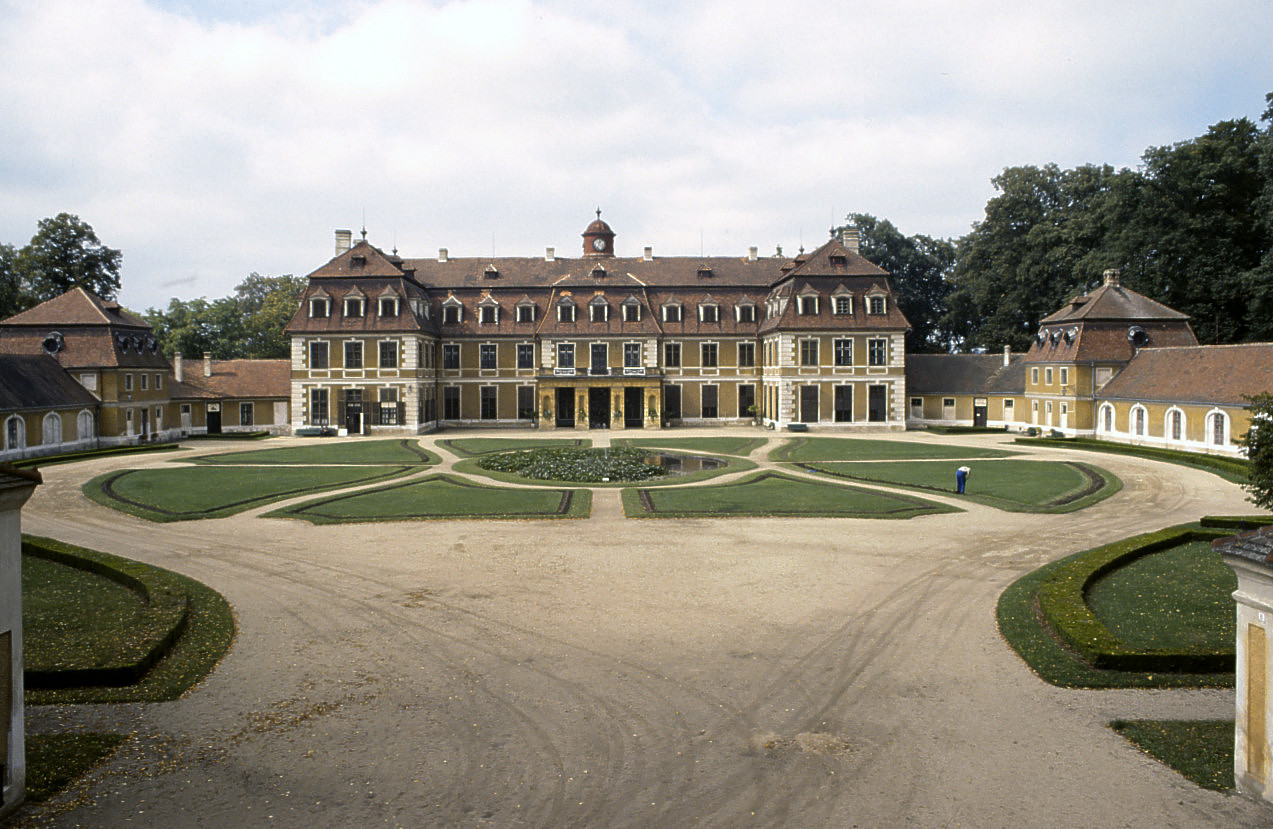
Raitz in Mähren (Salm-Reifferscheid-Raitz)
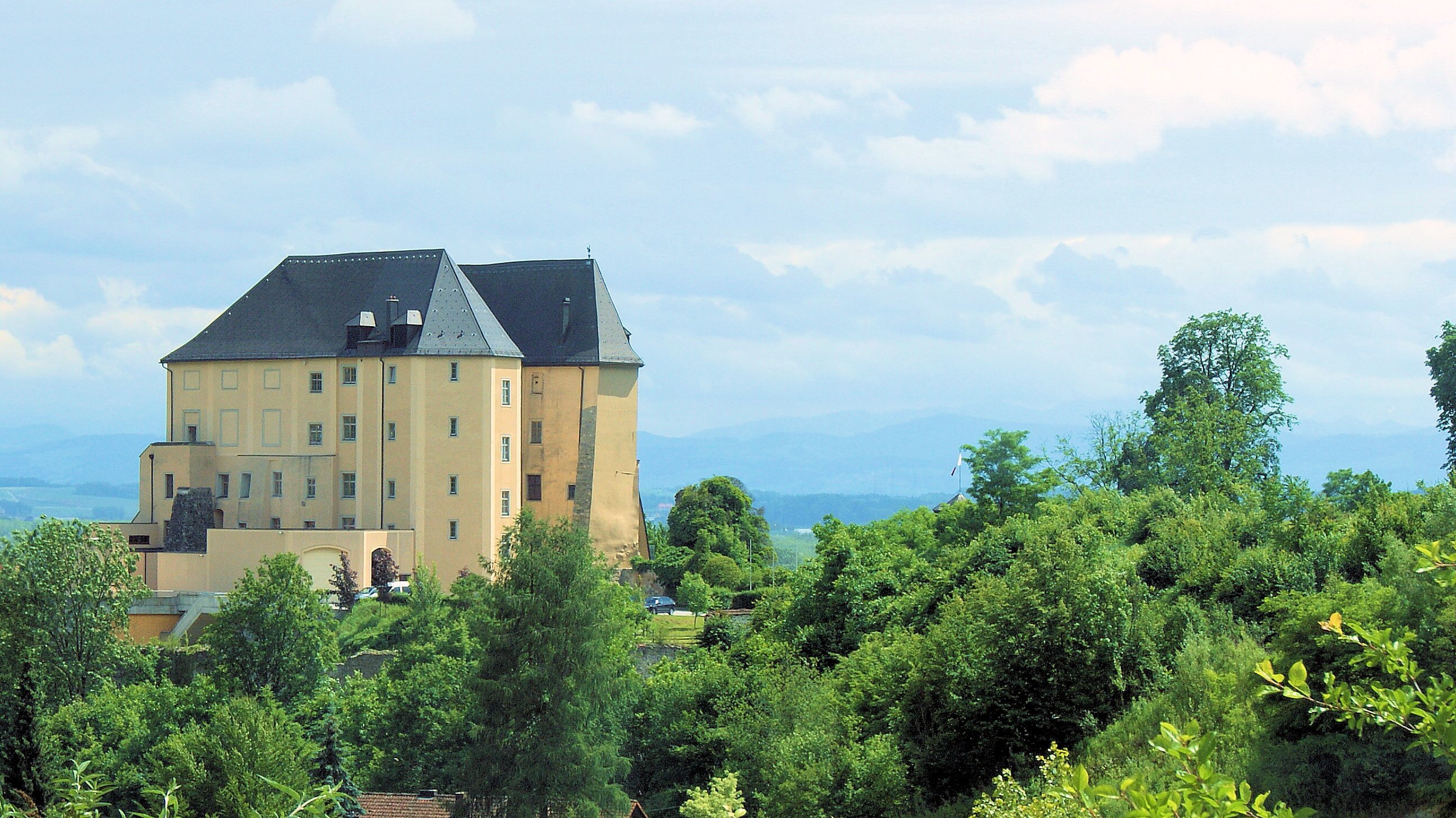
Schloss Steyregg, Oberösterreich, (seit 1962 Salm-Reifferscheid-Raitz)
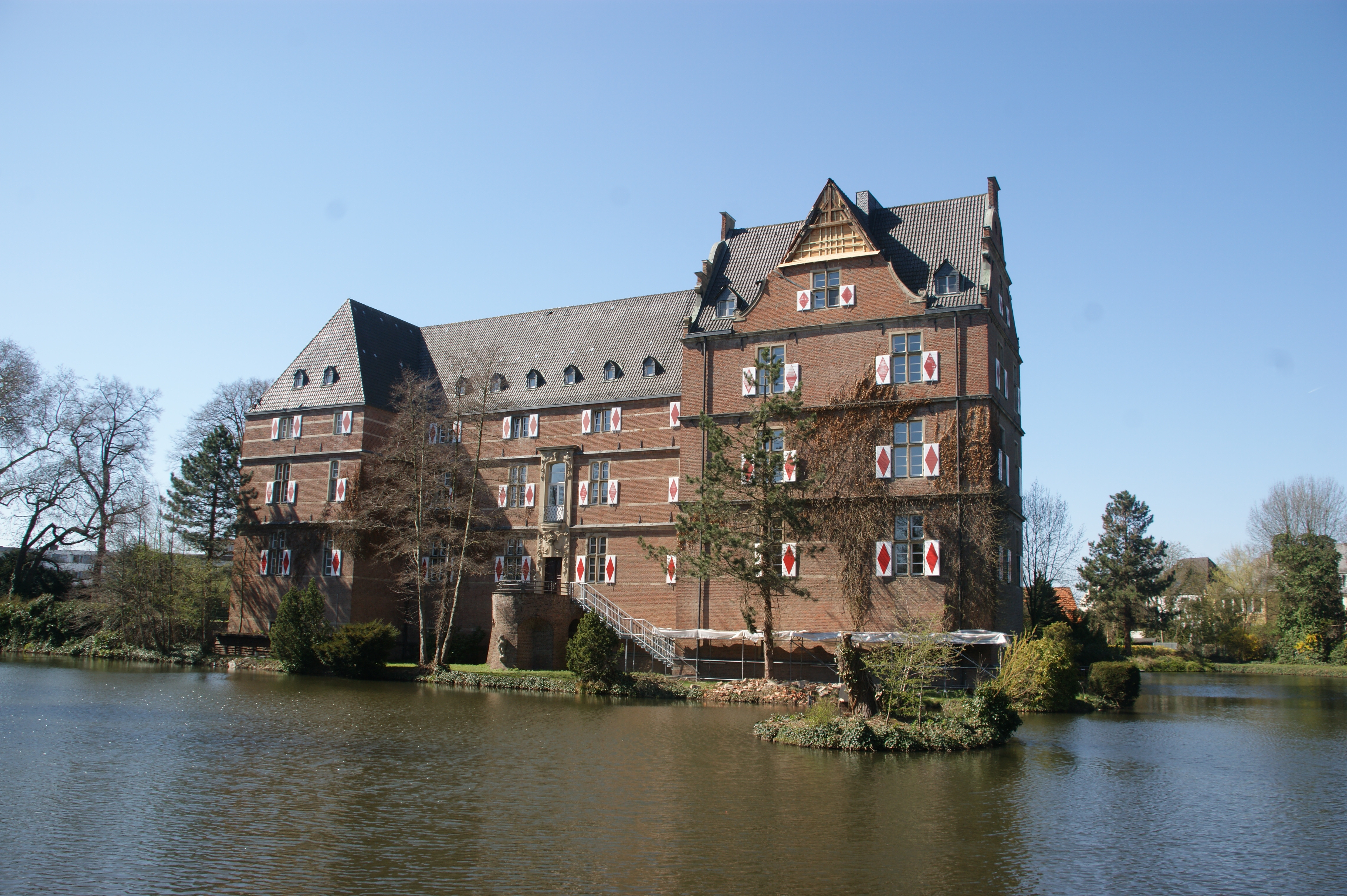
Schloss Bedburg (Salm-Reifferscheidt-Bedburg)
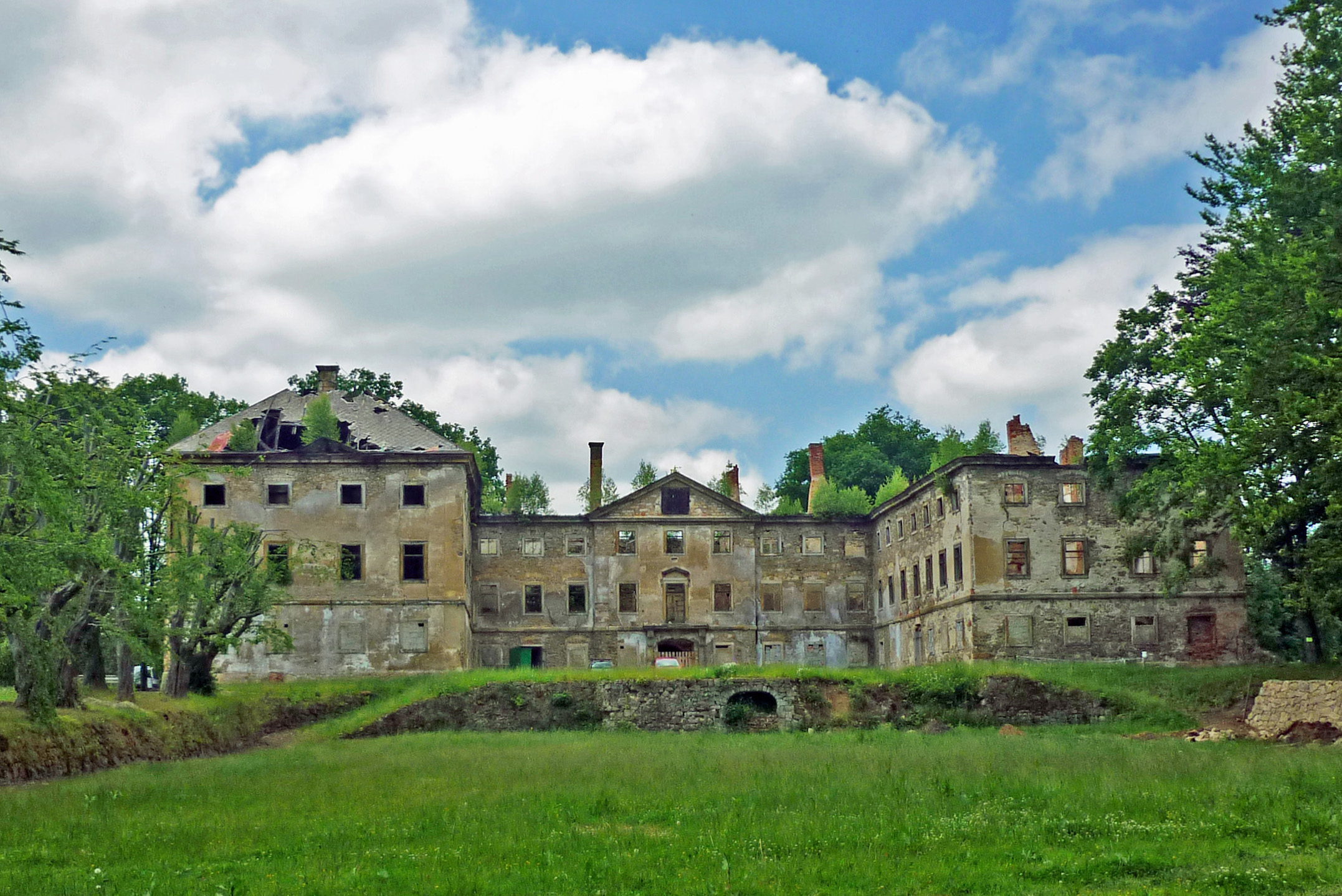
Ruine von Schloss Hainspach in Nordböhmen (Salm-Reiferscheid-Hainspach)

### Linie Obersalm (1163–1794)
Obersalm des Stammes Salm
Die Herrschaft Obersalm, später Grafschaft und „gefürstete“ Grafschaft bzw. Fürstentum Salm (Salm-Salm), lag in den Vogesen um die Burg Salm bei Schirmeck, etwa 45 km südwestlich von Straßburg. Die großen Nachbarn waren das Hochstift Straßburg im Norden und Herzogtum Lothringen im Süden. Die Linie Obersalm vererbte ihre Besitzungen nach einer weiteren Teilung jeweils zur Hälfte: 1475 an die Wild- und Rheingrafen zu Dhaun und Kyrburg, 1600 an den Herzog von Lothringen. Eine jüngere Seitenlinie namens Salm-Neuburg, die auf Niklas von Salm zurückgeht, besaß 1528 bis 1654 die reichsunmittelbare Grafschaft Neuburg am Inn und erlosch 1784 im Mannesstamm, womit auch das ursprüngliche Grafenhaus ausstarb. Die Grafen Salm gab es anschließend nur noch aufgrund weiblicher Erbfolge.
Obersalm des Stammes der Wild- und Rheingrafen (ab 1475)
Die Nachkommen der Wild- und Rheingrafen zu Dhaun und Kyrburg nannten sich nun ebenfalls Grafen zu Salm, deren Linien ab 1623 mehrfach in den Fürstenstand erhoben wurden:
- Salm (1623 Reichsfürsten, 1738 erloschen)
- Salm-Salm (ab 1709 auch Salm-Hoogstraten) (Stammsitz Badonviller und ab 1751 Senones in den Vogesen, 1647 Erbe der Herrschaft Anholt, 1739 Reichsfürsten, ab 1766 (Übergang Lothringens an Frankreich) Exklave in Frankreich, 1793 Annexion durch Frankreich. Bis heute ansässig auf Burg Anholt, Schloss Rhede, seit 1912 auf Haus Loburg und seit 1940 auf Schloss und Weingut Wallhausen (bei Bad Kreuznach).)
- Salm-Dhaun-Neufville (1628 an Friedrich I. Magnus von Salm (1606–1673), Karl Florentin zu Salm (1638–1676), Friedrich II. Carl Magnus (1658–1696), Wilhelm Florentin zu Salm (1670–1707), Nikolaus Leopold zu Salm-Salm (1701–1770); verkaufte es 1749 an den polnischen König Stanislaus, damit erloschen)
- Salm-Kyrburg (1742 Reichsfürsten, residieren im 18. Jahrhundert hauptsächlich in Paris, 1794 Annexion durch Frankreich. 1905 erloschen.)
- Salm-Grumbach (später Salm-Horstmar)
- Salm-Horstmar in Varlar, Westfalen (1816 preußische Fürsten). Bis heute ansässig auf Schloss Varlar; einzige evangelische Linie der Fürstenhäuser zu Salm.
- Salm-Leuze (auch Salm-Leizen, nach einer erbvertraglichen Vereinbarung über den Besitz des Oberamtes Kyrburg (1744) fortgeführt unter dem Namen Salm-Kyrburg[3])

Den Fürsten zu Salm-Salm und Salm-Kyrburg wurden 1803 im Zuge des Reichsdeputationshauptschlusses die südwestlichen Teile des vormaligen Hochstifts Münster als Entschädigung zugeteilt. Diese regierten sie gemeinsam als Kondominium. Residenz war die Burg Anholt.
Residenzen:

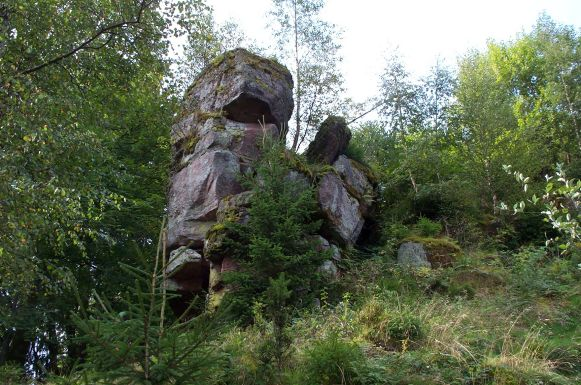
Ruine der Burg Salm bei La Broque (Vogesen), Obersalm
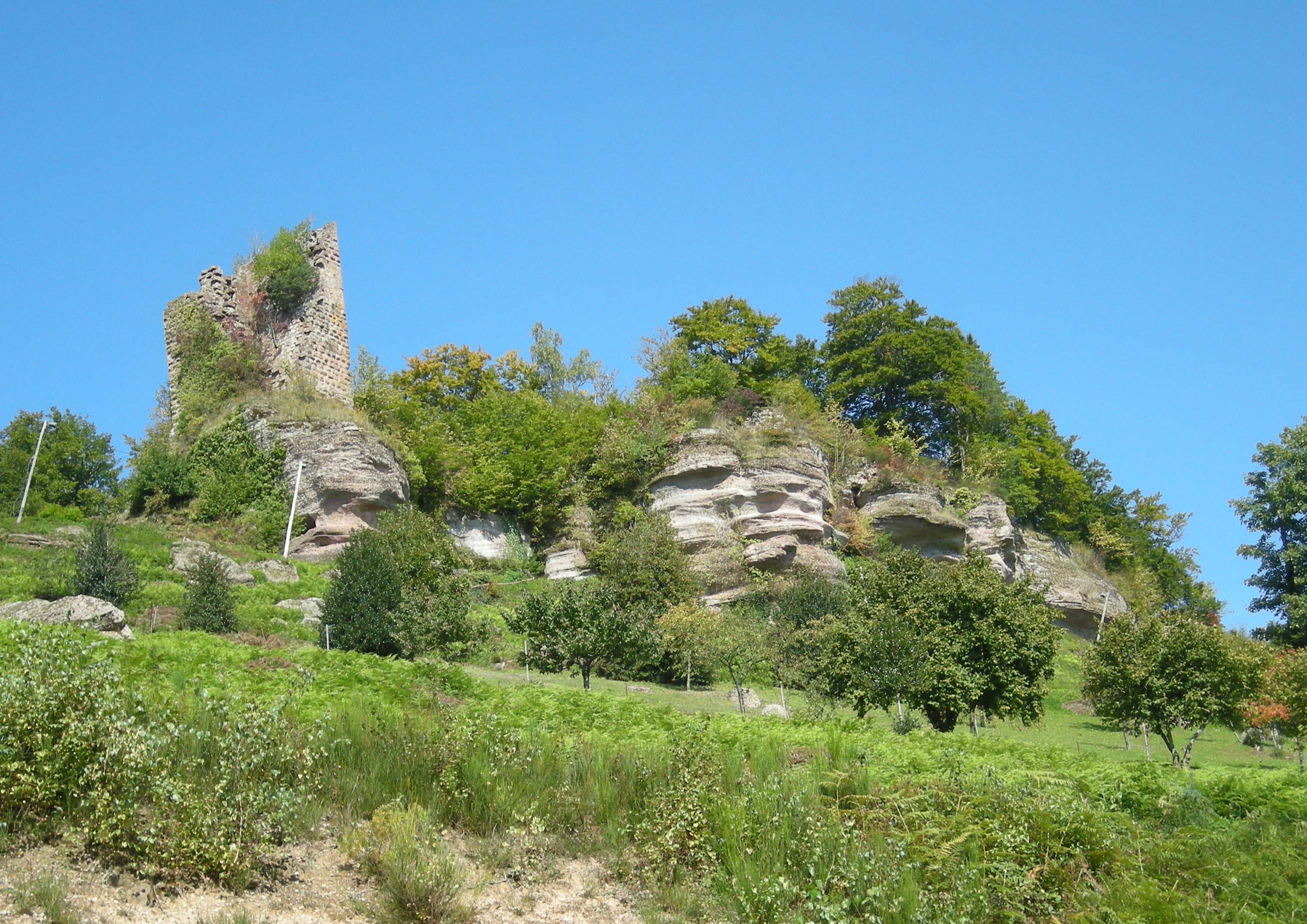
Ruine der Burg Pierre-Percée bei Badonviller (Vogesen)
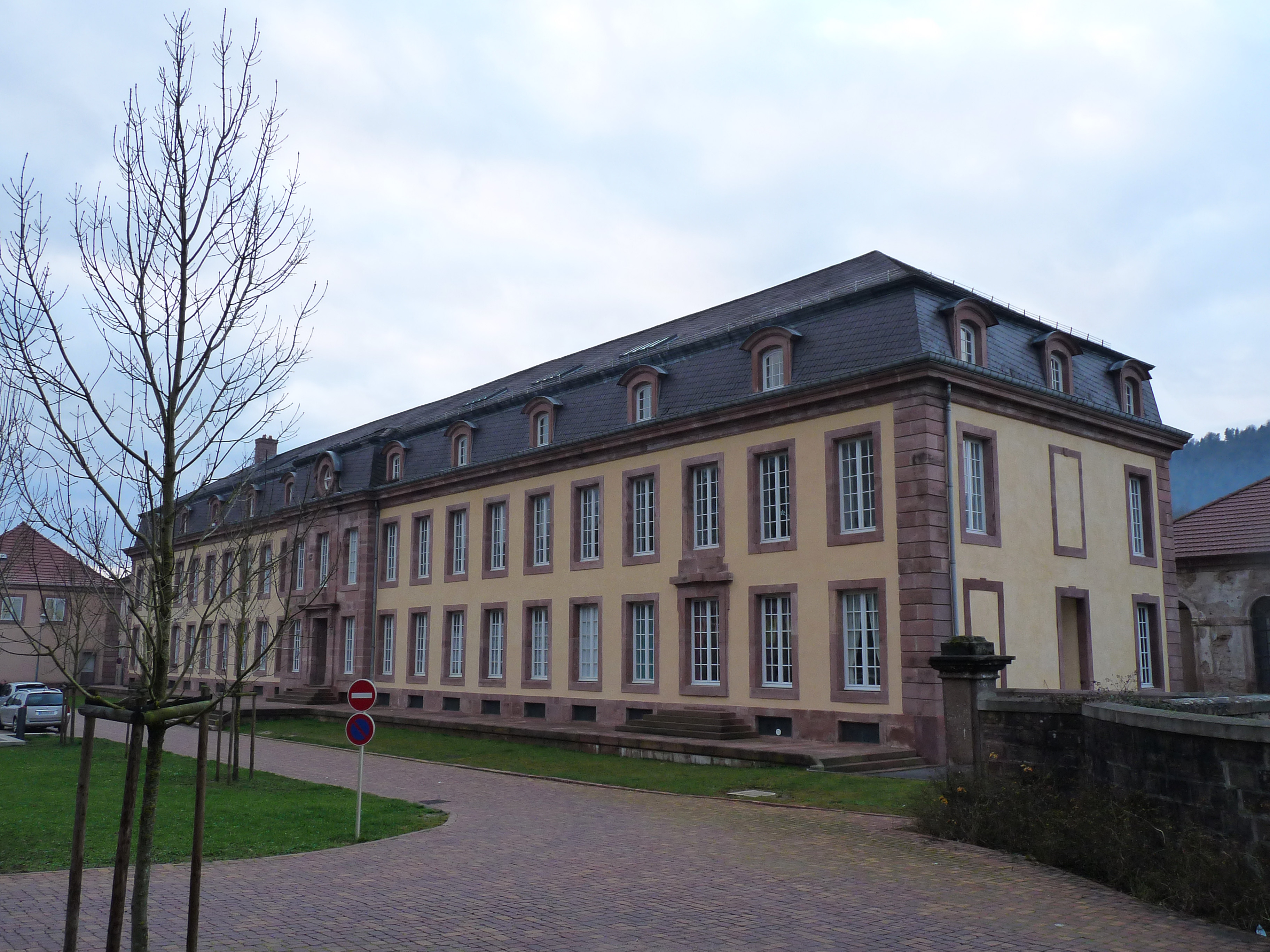
Schloss Senones, Vogesen, (Salm-Salm ab 1751)
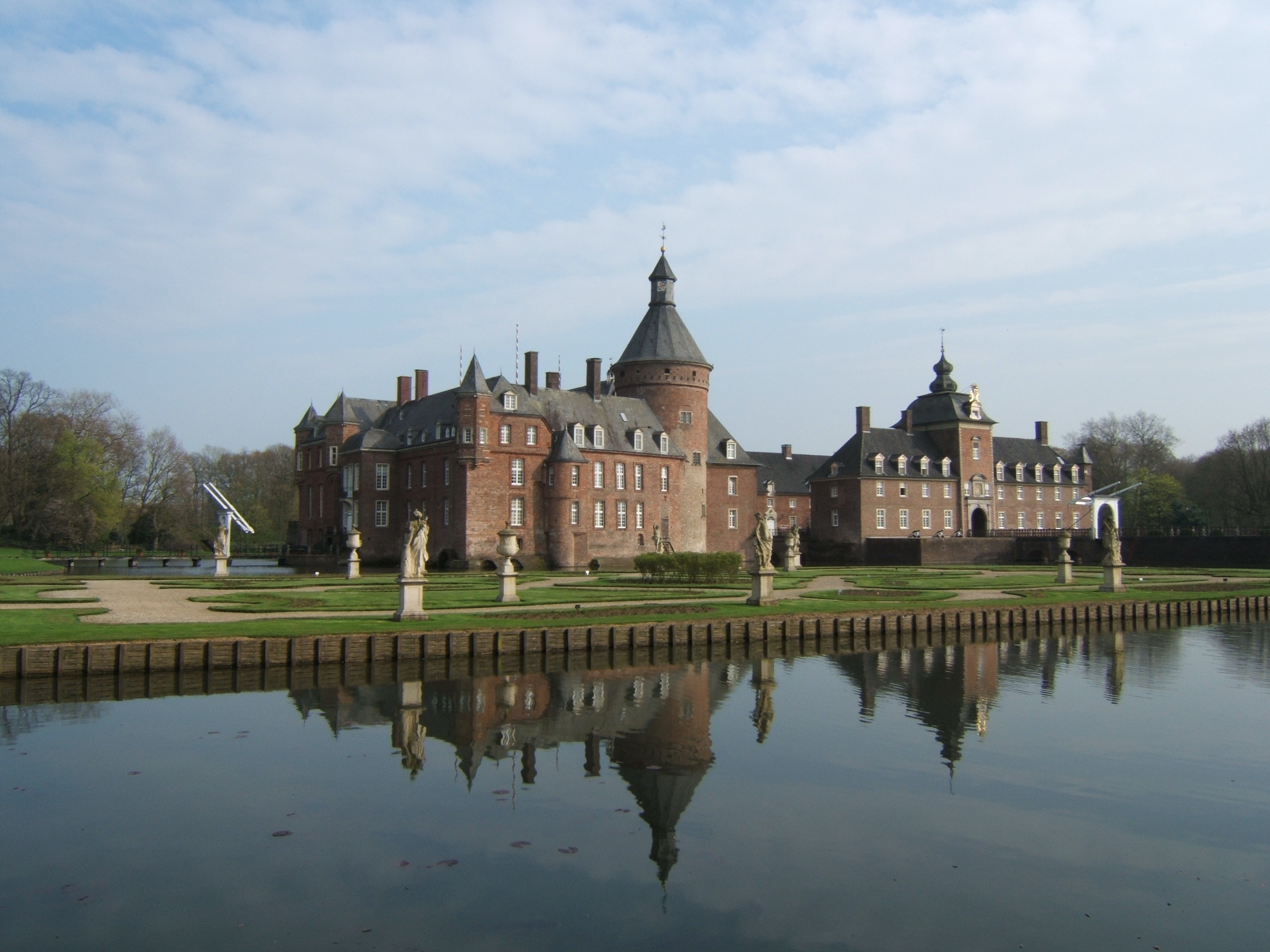
Burg Anholt, Westfalen (Salm-Salm ab 1647)
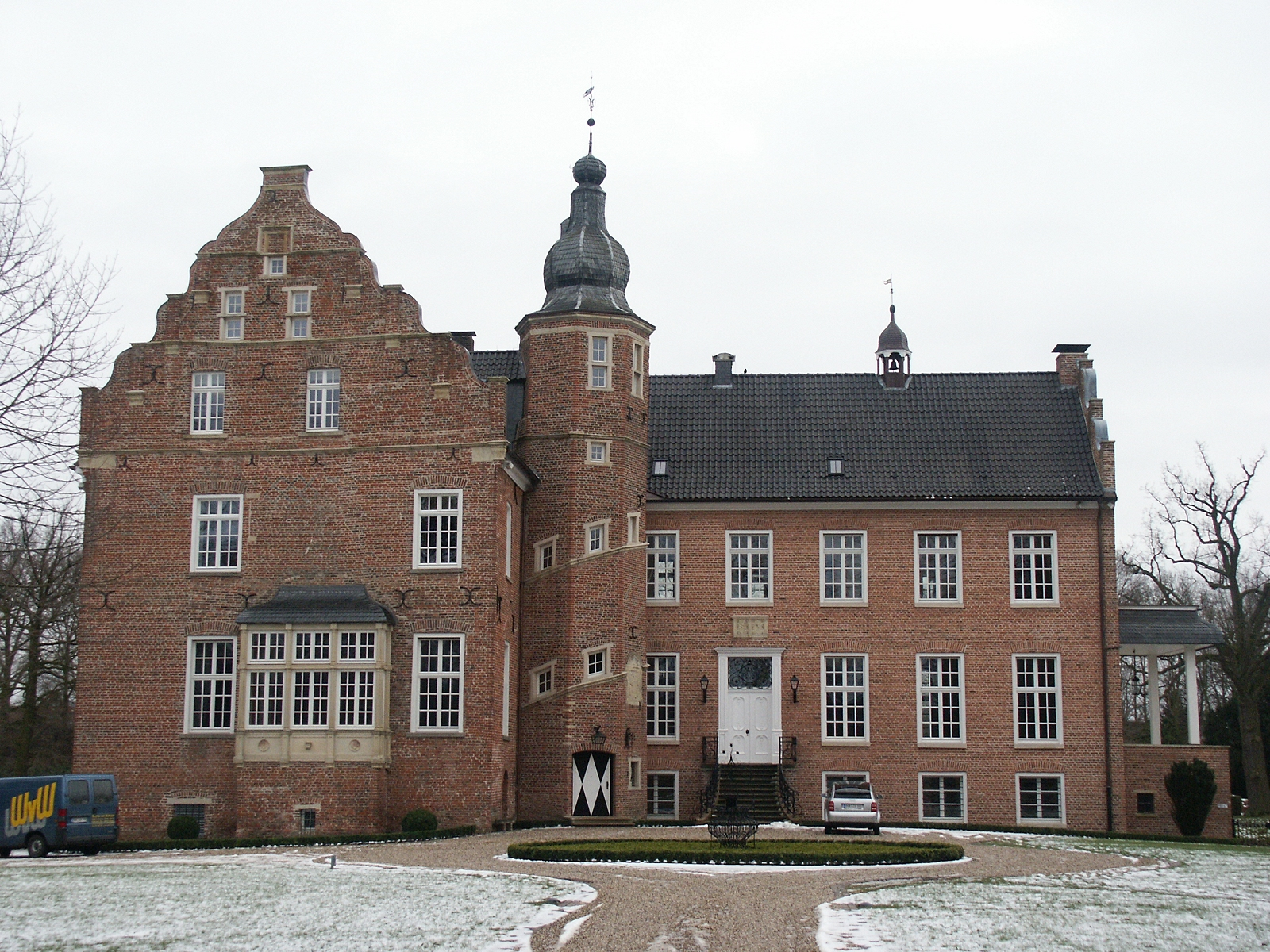
Schloss Rhede, Westfalen (Salm-Salm)
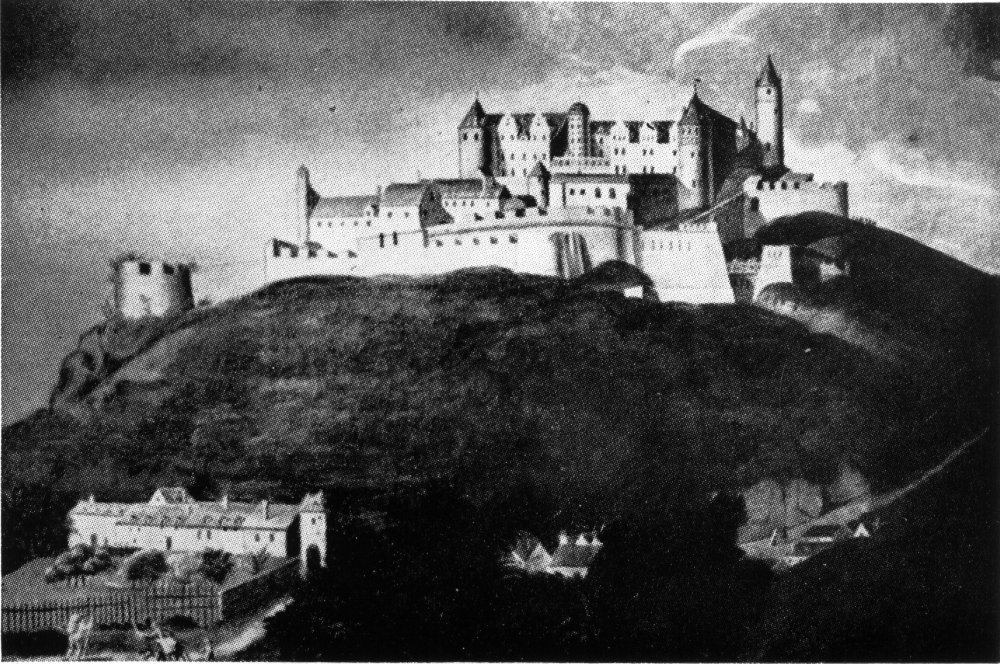
Kyrburg, Sitz der Wild- und Rheingrafen (später Salm-Kyrburg)
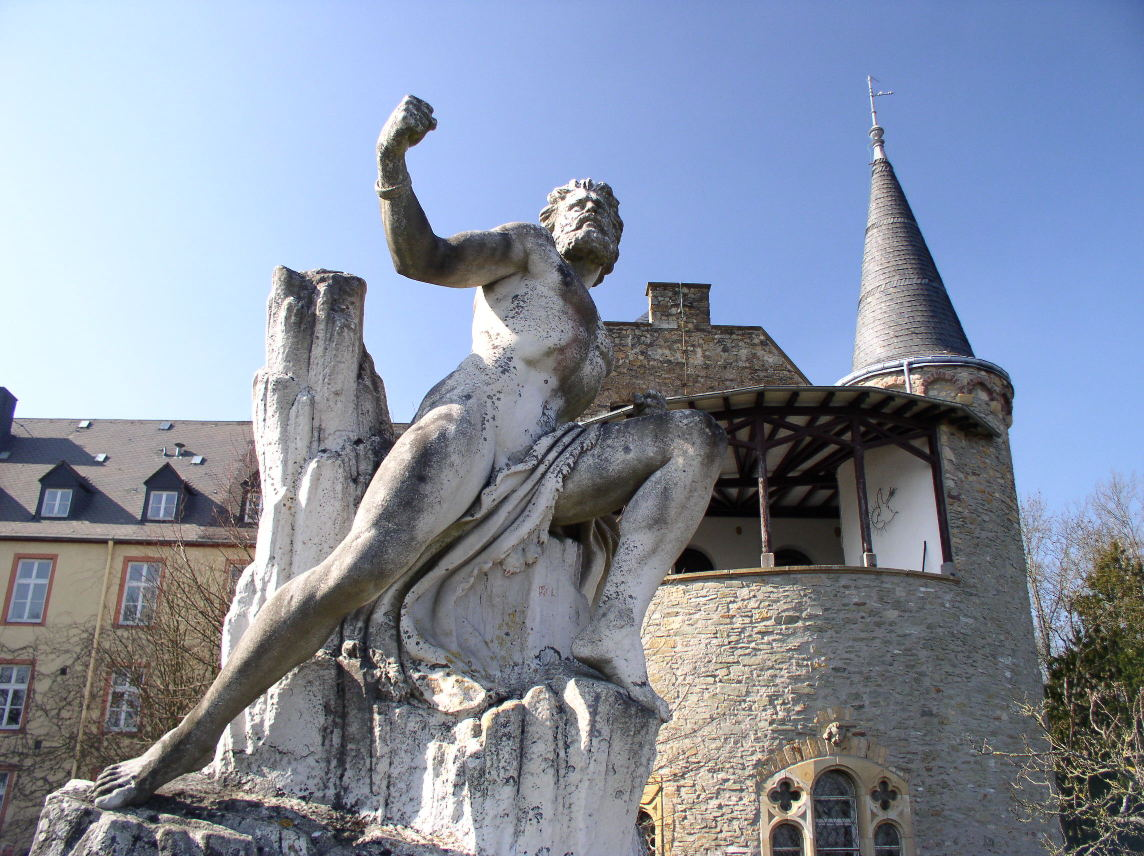
Schloss Dhaun, Sitz der Wild- und Rheingrafen (später Salm-Kyrburg)
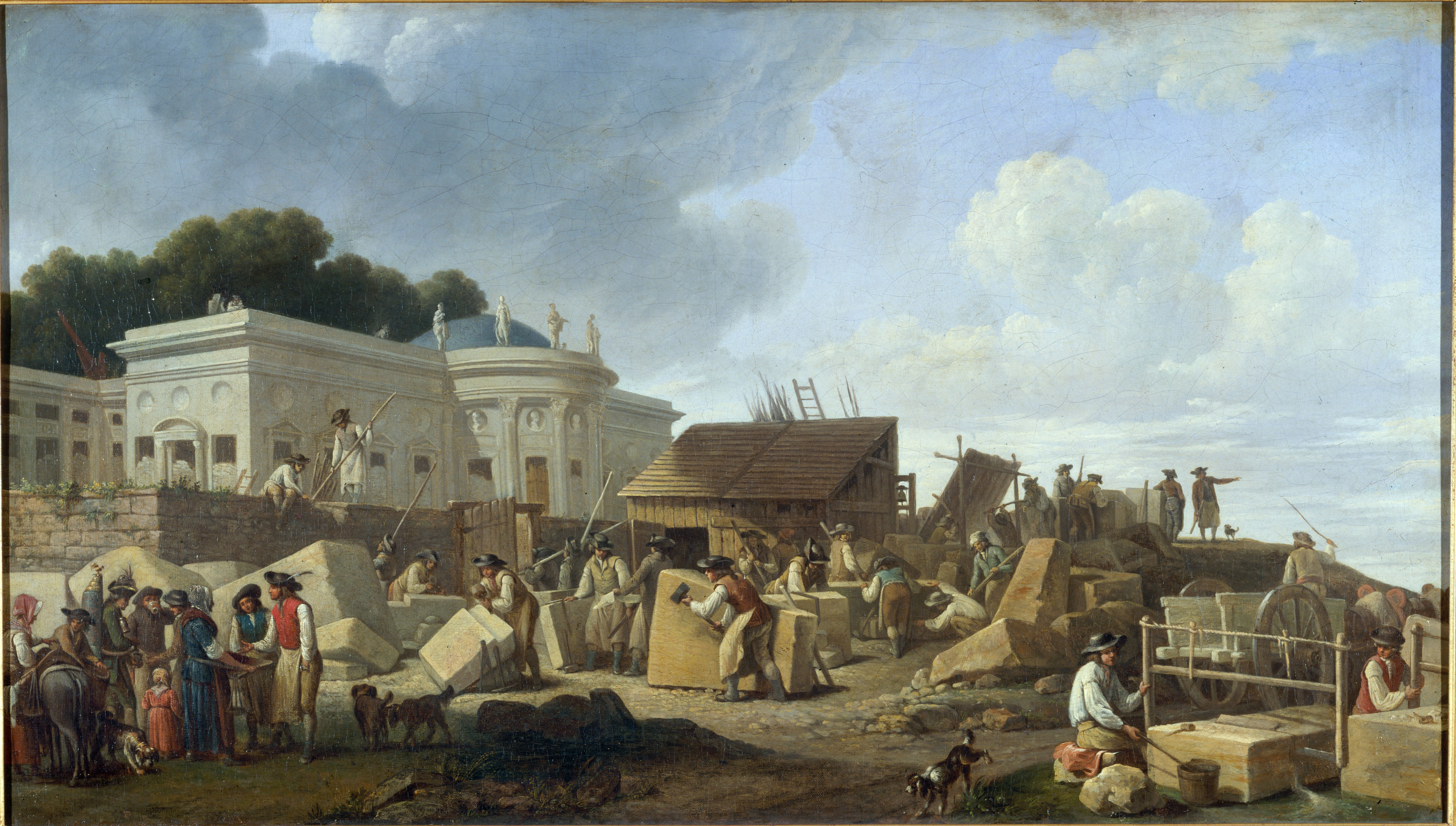
Hôtel de Salm in Paris (Salm-Kyrburg)
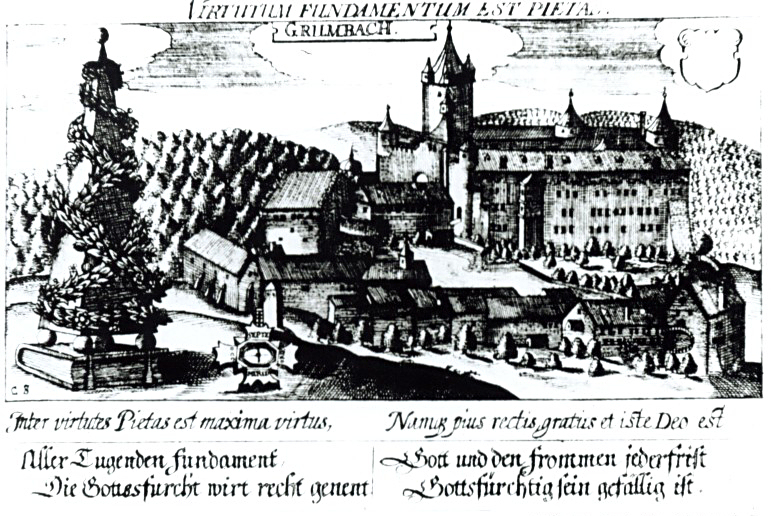
Grumbach (Landkreis Kusel), Sitz der Wild- und Rheingrafen (später Salm-Horstmar)
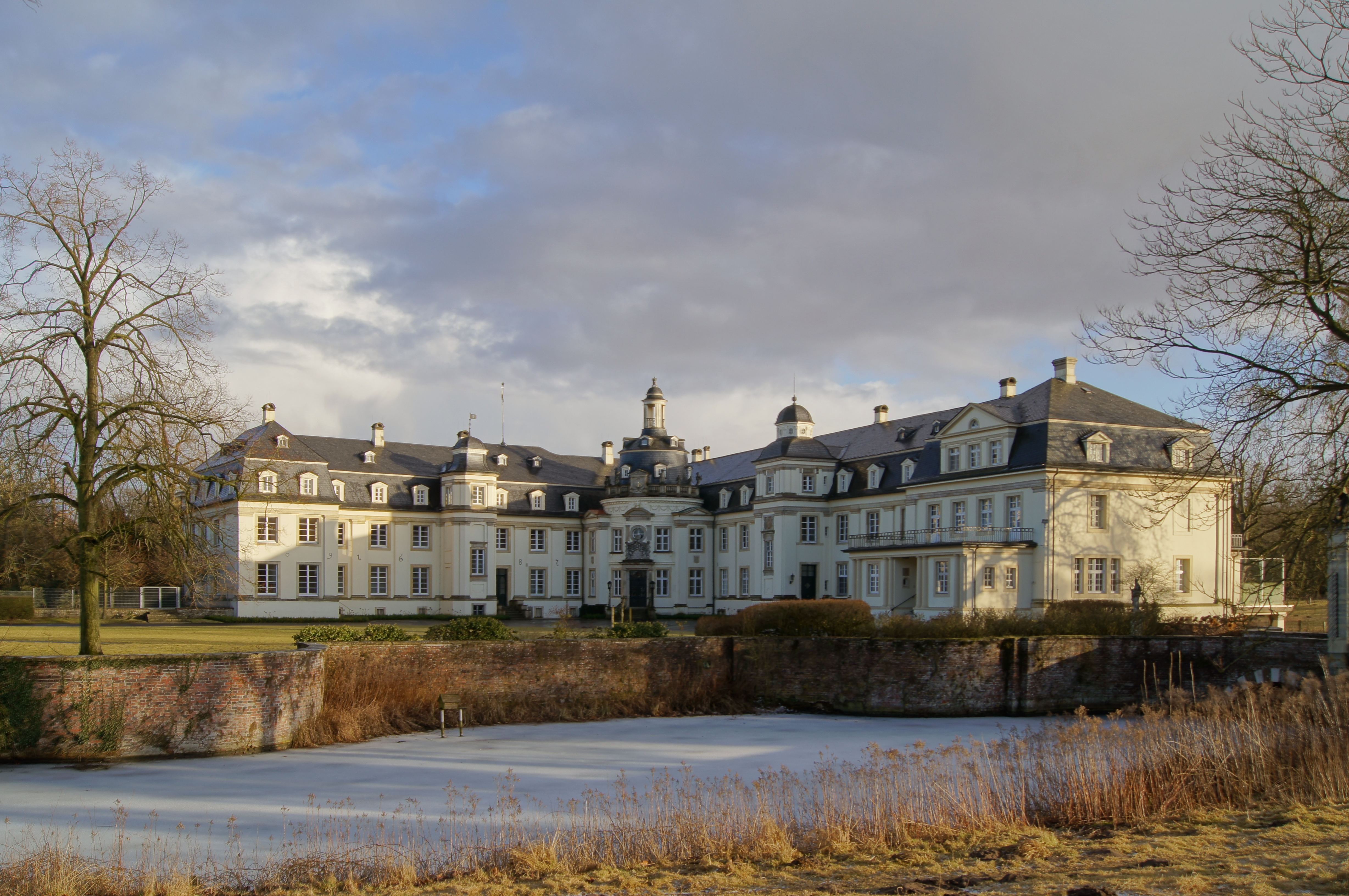
Schloss Varlar, Westfalen, (Salm-Horstmar)

## Bekannte Namensträger

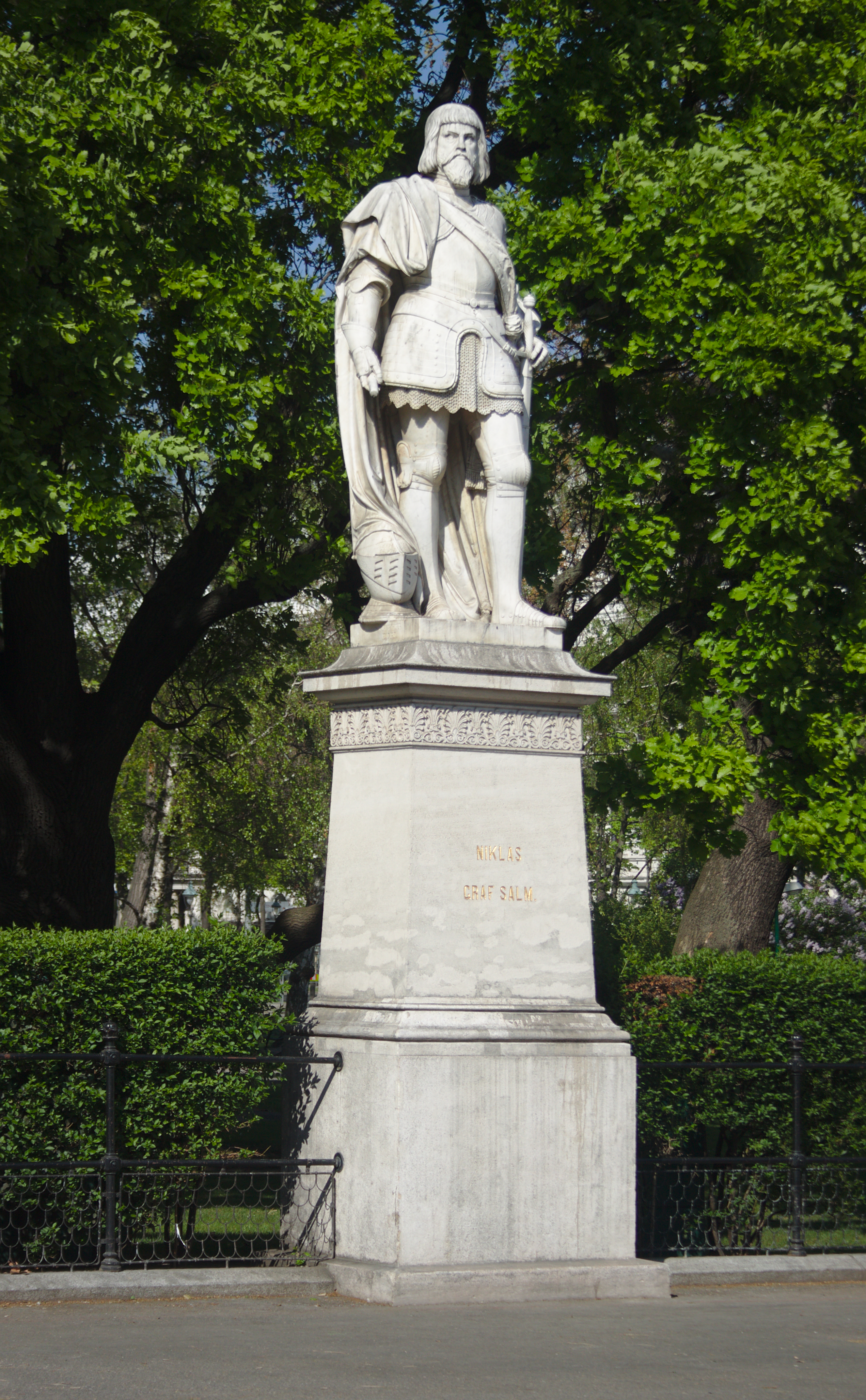
Niklas Graf Salm, Statue auf dem Wiener Rathausplatz

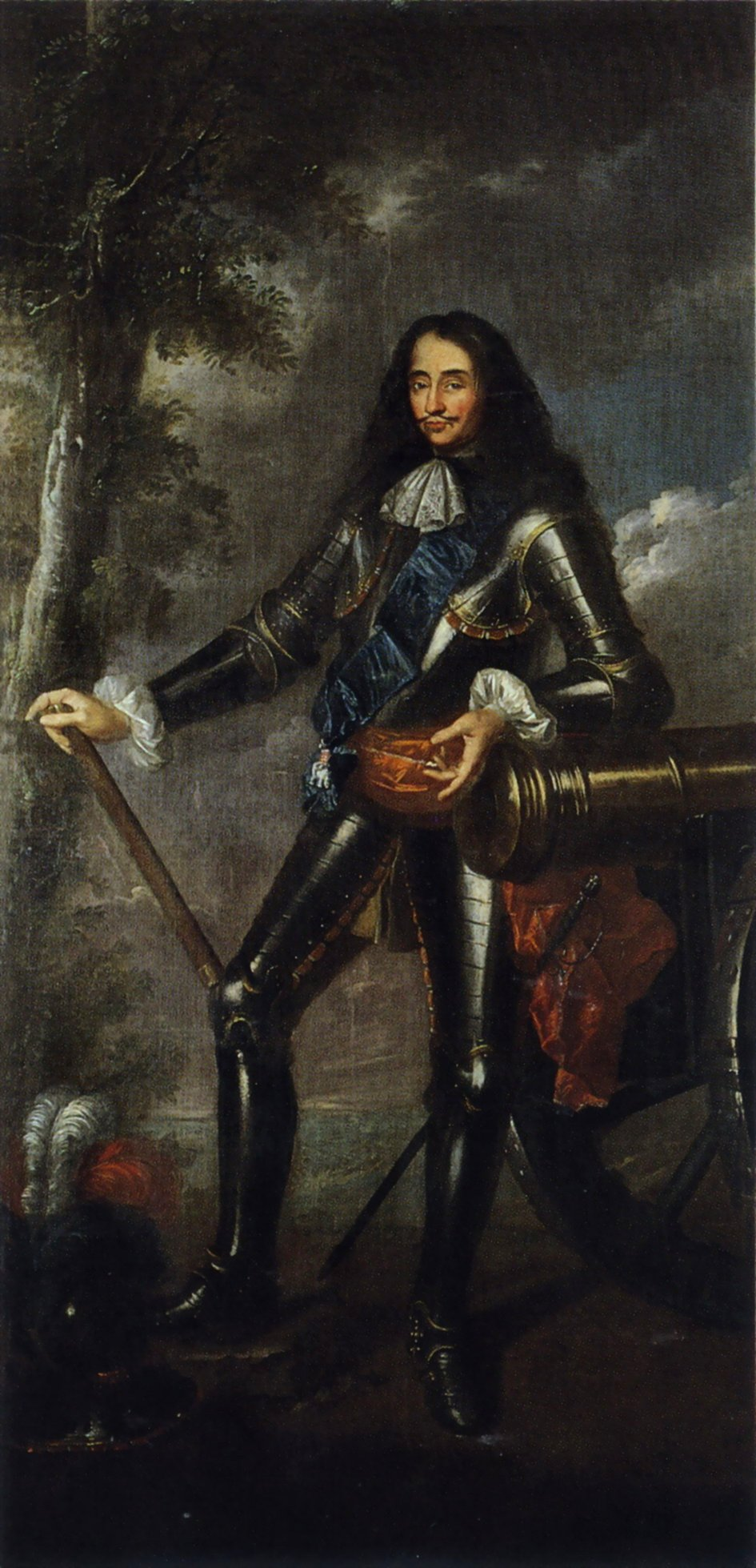
Friedrich I. Magnus Wild- und Rheingraf zu Salm-Neufville (1606–1673), gemalt von Johann Valentin Tischbein

### Linie Obersalm
- Agnes Prinzessin zu Salm-Salm, geborene Leclerq Joy
- Alfred Ferdinand Stephan zu Salm-Salm, 12. Fürst zu Salm, 7. Fürst zu Salm-Salm
- Alfred zu Salm-Salm (1846–1923), Fürst zu Salm-Salm (1846 bis 1923)
- Alfred Konstantin zu Salm-Salm, 10. Fürst zu Salm, 5. Fürst zu Salm-Salm
- Amalie Zephyrine von Salm-Kyrburg (1760–1841), deutsche Fürstin
- Anna Katharina Dorothea von Salm-Kyrburg (1614–1655), durch Heirat Herzogin von Württemberg
- Carl Philipp zu Salm-Salm, seit 1988 Chef des Hauses Salm-Salm
- Christine von Salm, Urgroßmutter des römisch-deutschen Kaisers Franz I. Stephan
- Emanuel zu Salm-Salm (1871–1916), Erbprinz zu Salm-Salm (1871–1916)
- Emanuel Prinz zu Salm-Salm (* 1961), deutscher Adliger, Erbprinz des Hauses zu Salm-Salm
- Felix zu Salm-Salm, Offizier verschiedener Armeen, Adjutant Kaiser Maximilians von Mexiko
- Flaminia zu Salm-Salm, Nichte von Elisa Bonaparte
- Florentin zu Salm-Salm, 9. Fürst zu Salm, 4. Fürst zu Salm-Salm
- Friedrich zu Salm-Grumbach, Rheingraf, seit 1816 Fürst zu Salm-Horstmar
- Friedrich III. zu Salm-Kyrburg (1745–1794), 3. Fürst zu Salm-Kyrburg
- Friedrich IV. zu Salm-Kyrburg (1789–1859), 4. Fürst zu Salm-Kyrburg
- Friedrich Magnus zu Salm (1606–1673), Generalleutnant der Republik der Sieben Vereinigten Provinzen
- Hermann von Salm, Stammvater des Hauses Salm, römisch-deutscher Gegenkönig
- Johann Dominik zu Salm-Kyrburg (1708–1778), 1. Fürst zu Salm-Kyrburg
- Karl Florentin zu Salm (1638–1676), General der Republik der Sieben Vereinigten Provinzen
- Karl Theodor Otto zu Salm (1645–1710), 4. Fürst zu Salm, kaiserlicher Feldmarschall und Obersthofmeister
- Konstantin zu Salm-Salm, 8. Fürst zu Salm, 3. Fürst zu Salm-Salm
- Leopold zu Salm-Salm, 11. Fürst zu Salm, 6. Fürst zu Salm-Salm
- Leopold Philipp Karl zu Salm, 3. Fürst zu Salm
- Loretta von Salm
- Ludwig von Salm, Tennisspieler, Olympia- und Davis-Cup-Teilnehmer, Spross aus der letzten, morganatischen Ehe Konstantins zu Salm-Salm (Familienzweig der Grafen Salm-Hoogstraeten)
- Ludwig Otto zu Salm (1674–1738), 5. Fürst zu Salm
- Maria Christina Prinzessin zu Salm-Salm (1879–1962), Erzherzogin von Österreich
- Michael zu Salm-Salm (* 1953), deutscher Unternehmer
- Moritz zu Salm-Kyrburg (1761–1813), Regent im Fürstentum Salm
- Niklas Graf Salm der Ältere (1459–1530), Begründer der Linie Salm-Neuburg, Stadtkommandant Wiens während der Belagerung durch die Osmanen 1529
- Niklas Graf Salm der Jüngere
- Otto I. von Salm
- Otto zu Salm-Horstmar (1867–1941), deutscher Standesherr und rechter Politiker
- Otto Ludwig von Salm-Kyrburg-Mörchingen (1597–1634), schwedischer General im Dreißigjährigen Krieg
- Philipp Joseph zu Salm-Kyrburg (1709–1779), 2. Fürst zu Salm-Kyrburg
- Philipp Otto zu Salm (1575–1634), 1. Fürst zu Salm
- Rosemarie Prinzessin zu Salm-Salm

Bischöfe und Prälaten:
- Eberhard von Salm, 976–986 Abt von Prüm
- Wolfgang Graf von Salm-Neuburg, 1551–1555 Bischof von Passau
- Anton von Salm (ca. 1530–1564), letzter Abt des Klosters Hornbach, Präsident des Reichskammergerichtes zu Speyer
- Wilhelm Florentin von Salm-Salm, 1776–1793 Bischof von Tournai, 1793–1810 Erzbischof von Prag

## Wappen

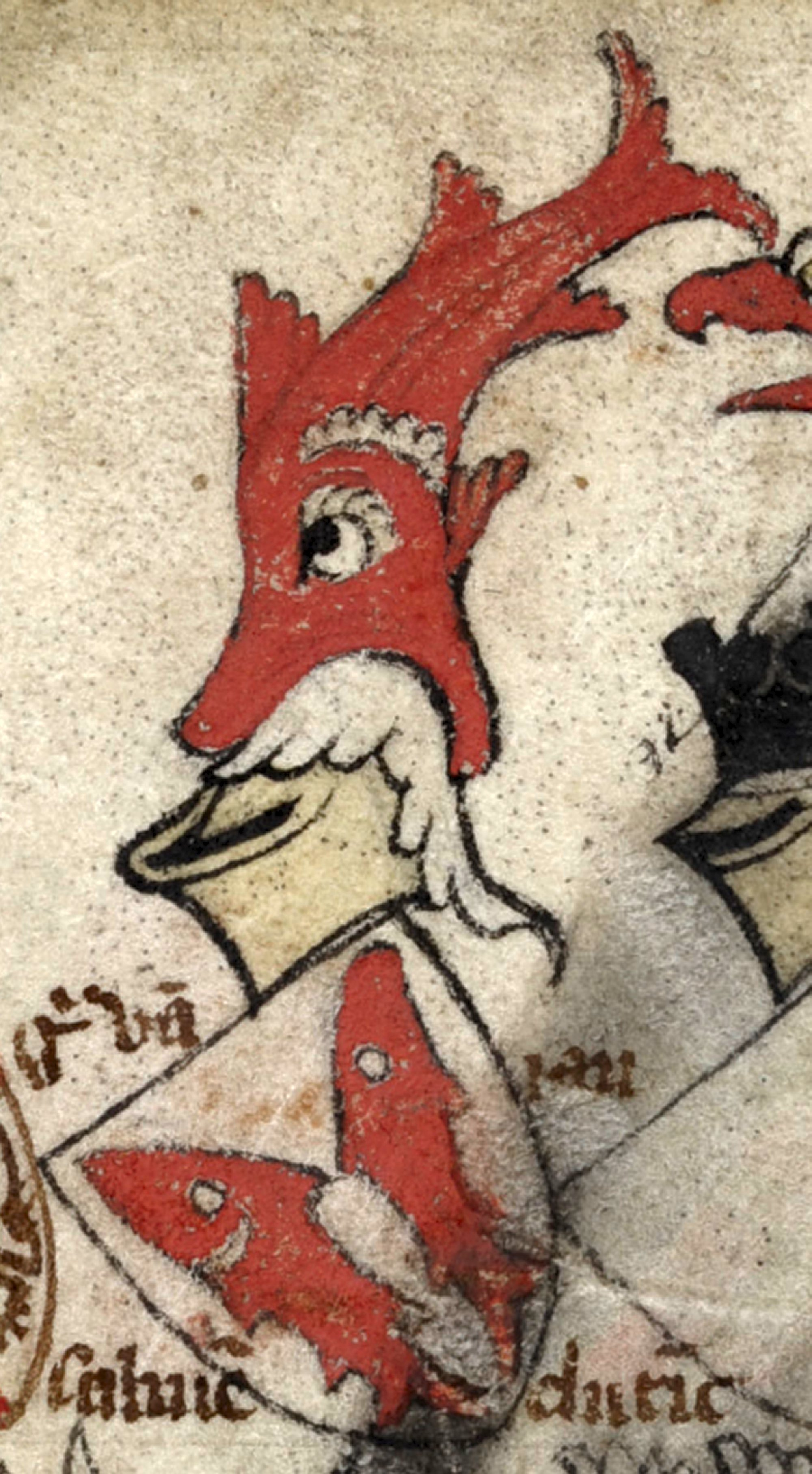
Wappen der Grafen von Salme im Armorial Gelre, 1369–1414
Stammwappen derer von Salm
Wappen nach Siebmacher
Wappen der Wild- und Rheingrafen (1499)
Wappen Salm-Kyrburg
Wappen Salm-Neufville-Anholt
Wappen Salm-Neuburg
Wappen Salm-Salm
Wappen Salm-Reifferscheidt-Dyck
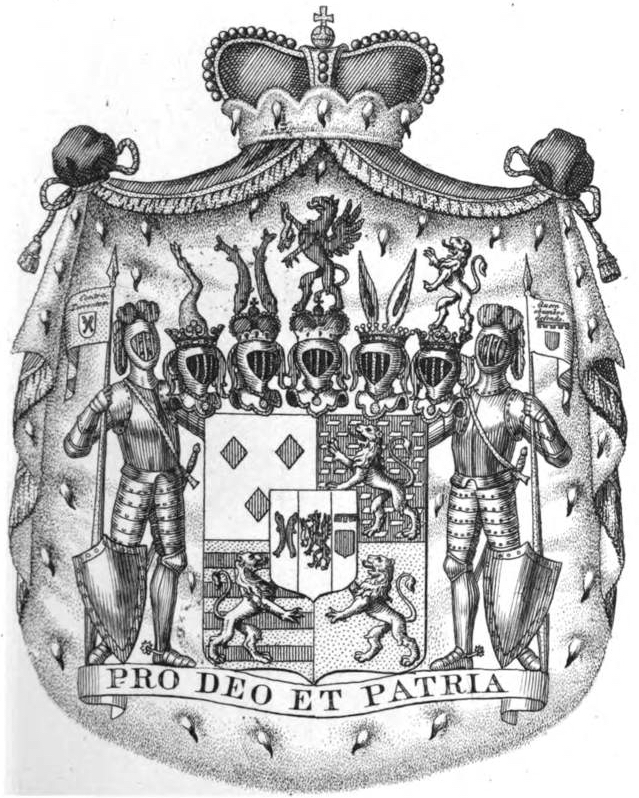
Wappen Salm-Reifferscheidt-Krautheim
Wappen Salm-Reifferscheidt-Raitz

Die beiden Fische als Wappentiere des Hauses Salm (Salm bedeutet auch Lachs) erscheinen auch heute noch in einer Reihe aktueller Gemeindewappen, z. B.

Wappen der Grafen von Bar
Senones, französisches Département Vosges
Badonviller, französisches Département Meurthe-et-Moselle
Blâmont, französisches Département Meurthe-et-Moselle
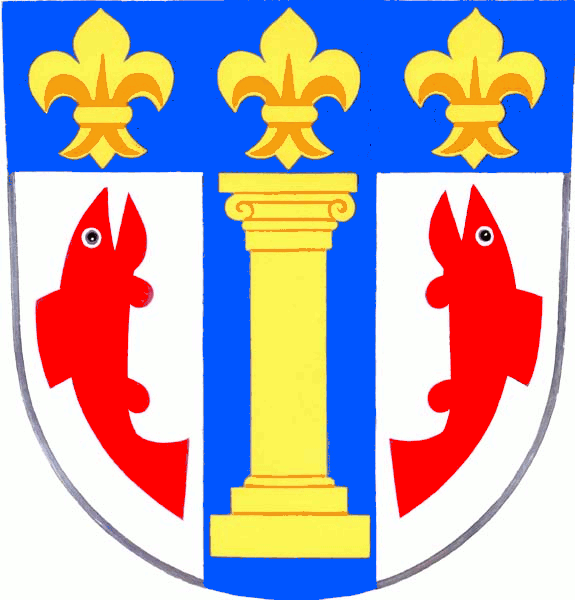
Sloup, Okres Blansko, Tschechien
Vielsalm, belgische Provinz Luxemburg
Bar-le-Duc, französisches Département Meuse
Pont-à-Mousson, deutsch auch Mussenbrück
Puttelange-aux-Lacs, französisches Département Moselle
Thalfang, Rheinland-Pfalz
Wendelsheim, Rheinland-Pfalz
Flonheim, Rheinland-Pfalz
Philippsburg Ortsteil Huttenheim, Baden-Württemberg
Huttenheim, Département Bas-Rhin
Rommersheim/Rheinhessen, Rheinland-Pfalz

## Stammliste
Die Stammliste des Hauses Salm enthält die bekannten Agnaten des Hauses Salm mit Ausnahme der Linie Salm-Neuburg (siehe dort).